# (52300) 1991 NE3
(52300) 1991 NE3 là một tiểu hành tinh vành đai chính. Nó được phát hiện bởi Henri Debehogne ở Đài thiên văn La Silla ở Chile ngày 4 tháng 7 năm 1991.